# Чеваправатдумронг, Черри
Черри Чеваправатдумронг (англ. Cherry Chevapravatdumrong, тайск. เชอร์รี่ ชีวประวัติดำรงค์, /ˌtʃiːvəprɑːvɪtˈdʌmrɒŋ/, также известная как Черри Чева (англ. Cherry Cheva); род. 1977, Колумбус) — американская сценаристка и кинопродюсер, наиболее известная работой над мультсериалом «Гриффины».

## Биография
Черри Чеваправатдумронг — американская тайка, родилась в 1977 году в городе Колумбус (штат Огайо, США), но ещё в детстве переехала в город Анн-Арбор (штат Мичиган), где в 1995 году окончила старшую школу. После этого Черри училась в Йельском университете на факультете психологии и в Школе права нью-йоркского университета, которую окончила со степенью «доктор юридических наук» (англ. Juris Doctor). Родители Черри владеют рестораном в Нью-Йорке. Окончив учёбу, девушка переехала в Лос-Анджелес с целью стать сценаристом. Она была принята в штат создателей известного мультсериала «Гриффины», над которым и работает с 2005 года по настоящее время. К 2016 году Черри является единственной женщиной из постоянного состава продюсеров и сценаристов этого мультфильма.

## Факты
В эпизоде «Гриффинов» «А я — Джойс Кинни» (2011) телеведущая Джойс Кинни сообщает, что в старшей школе она была известна как Джойс Чеваправатдумронг.

## Избранная фильмография
Продюсер
- 2008—2019 — Гриффины / Family Guy (209 эпизодов)
- 2017 — Орвилл / The Orville (12 эпизодов)

Сценарист
- 2005—2020 — Гриффины / Family Guy (36 эпизодов)
- 2014 — Family Guy: The Quest for Stuff[англ.] (компьютерная игра)
- 2017 — н. в. — Орвилл / The Orville (4 эпизода)

Редактор
- 2006—2008 — Гриффины / Family Guy (34 эпизода)

Актриса озвучивания
- 2017 — Американский папаша! / American Dad! — стюардесса (в эпизоде The Bitchin' Race)